# Mohylew II
Mohylew II (biał. Магілёў II; ros. Могилёв II) – stacja kolejowa w miejscowości Mohylew, w obwodzie mohylewskim, na Białorusi. Węzeł linii Osipowicze - Mohylew - Krzyczew oraz Orsza - Mohylew - Żłobin.